# Paatsalu
Paatsalu – wieś w Estonii, w prowincji Parnawa, w gminie Varbla.